# صحیح بخاری
جامع المسند الصحیح المختصر من أُمور رسول‌الله صلی الله علیه وسلّم وسننه وأیامه معروف به صحیح البخاری یکی از کتاب‌های حدیث و جزو صحاح ستّه است. صحیح بخاری معتبرترین کتاب حدیث نزد اهل سنت محسوب می‌شود که توسط حافظ ابوعبدالله محمد بن اسماعیل بن ابراهیم بن مغیرة بن بردزبه بخاری (۱۹۴–۲۵۶ هجری) گردآوری شده‌است. این کتاب در حدود سال ۲۳۲ هجری کامل شده‌است. اهمیت حدیث نبوی علی‌الخصوص معتبرترین آن‌ها که صحاح سته نامیده می‌شوند، موجب شد که شروح مختلفی بر این کتاب‌ها نوشته شوند که می‌توان به فتح الباری شرح صحیح بخاری نوشته ابن حجر العسقلانی و عمدة القاری از بدرالدین العینی اشاره داشت. اهل سنت این کتاب را از صحیح‌ترین کتب احادیث می‌دانند.

## محتوای صحیح بخاری
صحیح بخاری در ۹۷ کتاب و ۳٬۴۵۰ باب تدوین شده و تعداد احادیث آن با احتساب احادیث مکرّر به گفتهٔ ابن صلاح ۷٬۲۷۵ حدیث و با حذف مکرّرات ۴٬۰۰۰ حدیث است.

## نام کتاب
در اینکه نام کامل کتاب «الجامع المسند الصحیح المختصر من مسائل رسول‌الله صلی الله علیه و آله و سلم» است، اختلافی بین علما وجود ندارد» و این نام همان است که خود بخاری آن را به آن نامیده‌است. این را تعدادی از علما از جمله ابن خیر الاشبیلی، ابن الصلاح، القاضی ایاض، النووی، ابن الملقین و دیگران.

بخاری گاه به اختصار از این کتاب یاد می‌کند و می‌گوید: «صحیح» یا «جامع صحیح»   عده‌ای از علما از جمله ابن الاثیر، ابن نقات، الحکیم النسابوری، الصفدی، ذهبی، ابن مکلا، ابوالولید الباجی و دیگران. این کتاب در گذشته و حال نزد مردم و علما به «صحیح البخاری» معروف است و این مخفف به دلیل شهرت فراوان کتاب و گردآورنده آن به امام بخاری معروف و منسوب شد.

## جایگاه کتاب و اهتمام علما
علیرغم کثرت کتاب‌های حدیثی در میان اهل سنت و جماعت، عالمان تسنن آن را صحیح‌ترین کتاب طبقه‌بندی شده در حدیث و دومین کتاب صحیح پس از قرآن کریم می‌دانستند.
- ذهبی می‌گوید: جامع صحیح بخاری کهن‌ترین کتاب‌های اسلام و بهترین آنها بعد از کتاب خداوند متعال است.[نیازمند منبع]
- نووی می‌گوید: «اولین تألیف در صحیح ناب، صحیح بخاری است، سپس صحیح مسلم. این دو بعد از قرآن درست‌ترین کتاب‌ها هستند؛ بخاری صحیح‌ترین آنها و سودمندترین آنهاست.[۱۴]
- نووی نیز می‌گوید: «علماء رحمه الله متفق القول اند که معتبرترین کتاب‌ها بعد از قرآن، دو کتاب صحیح بخاری و مسلم است و امت آنها را پذیرفتند».[۱۵]
- سخاوی می‌گوید: صحیح بخاری و صحیح مسلم پس از کتاب خداوند متعال معتبرترین کتب است.[۱۶]
- ابن صلاح می‌گوید: دو کتاب بخاری و مسلم پس از کتاب خدای متعال معتبرترین کتاب‌ها هستند.[۱۷]
- ابن تیمیه می‌گوید: آنچه مورد اتفاق علما است این است که بعد از قرآن کتابی صحیح‌ترین از کتاب بخاری و مسلم نیست.[۱۸]
- ابن حجر عسقلانی می‌گوید: «و دو کتاب آنها (بخاری و مسلم) معتبرترین کتاب‌ها بعد از کتاب خدای متعال است.[۱۹]
- صدیق حسن خان می‌گوید: پیشینیان و جانشینان همگی چنین کرده‌اند که معتبرترین کتاب‌ها بعد از کتاب خدای متعال صحیح‌البخاری و سپس صحیح مسلم است.[۲۰]
- محمد ناصر الدین آلبانی گفت: این دو صحیح بعد از کتاب خداوند متعال با اجماع علمای مسلمان از روایات و دیگران معتبرترین کتب است.[۲۱]
- شیخ عبدالمحسن عباد می‌گوید: آنان (صحیح بخاری و مسلم) اتفاق نظر دارند که علما آنها را پذیرفتند و آنها را معتبرترین کتابها بعد از کتاب مقدس خدا دانستند.[۲۲]
- ابوزید مروازی رضی الله عنه رضی الله عنه روایت است که گفت:بین گوشه و حرم خوابیده بودم و پیامبر صلی الله علیه و آله را در خواب دیدم و به من فرمود: ای ابوزید تا کی کتاب شافعی را می‌کنی و کتاب من را مطالعه نمی‌کنی؟ گفتم: یا رسول‌الله. و کتاب شما چیست؟ گفت:جامع محمد بن إسماعیل[۲۳]
- ذاکر عبدالکریم نائیک یکی از مشهورترین مبلغین اسلام می‌گوید: تمام حدیث‌ها در این کتاب کاملاً معتبر هستند و این کتاب دومین کتاب مهم در جهان اسلام بعداز قرآن هست.

## شرح کتاب
به دلیل اهمیت کتاب نزد مسلمانان، علما به شرح آن اهتمام داشتند، به طوری که بسیاری از کتب مربوط به آن از قبیل تفسیر، حواشی، شرح الغریب یا اسامی راویان به ۱۴۳ کتاب می‌رسید. عبدالکریم بن عبدالله الخضیر گفت: از شرح او بیش از هشتاد شرح شمردم و آنچه را از دست دادم چند برابر است و علم نزد خداوند متعال است. حمد عصام عرار الحسنی در کتاب خود (اتحاف القاری با آگاهی از تلاش و آثار علما در صحیح بخاری) تعداد علمایی را که از صحیح بخاری مراقبت می‌کردند جمع‌آوری کرد به طوری که تعداد آنها به ۳۷۰ نفر رسید.
شرح فتح الباری ابن حجر یکی از مهم‌ترین و کامل‌ترین شرح هاست و محمد شوکانی آن را چنین بیان کرده‌است: «لا هجرتی بعد از فتح» (بعد از فتح هجرتی نیست). شرح او شامل تفسیر و بحث از اسناد و نیز شامل فقه، اصول، زبان، بحث مکاتب و آراء مربوط به حدیث مشروح بود.
السخاوی گفت: علمای قدیم و جدید به شرح این کتاب ارزشمند اهتمام داشته‌اند از جمله:
- أعلام السنن، تألیف: أبو سلیمان الخطابی، المتوفی سنة ۳۸۸ هـ.
- شرح صحیح البخاری، تألیف: ابن بطال القرطبی المالکی، المتوفی سنة ۴۴۹ هـ.
- شرح مشکل البخاری، تألیف: محمد بن سعید بن یحیی بن الدبیثی الواسطی، المتوفی سنة ۶۳۷ هـ.
- شرح البخاری، تألیف: یحیی بن شرف النووی، المتوفی سنة ۶۷۶ هـ، شرح فیه کتابی «بدء الوحی، والإیمان»، ولم یکمله.
- البدر المنیر السَّاری فی الکَلام علی البخاری، تألیف: عبد الکریم بن عبد النور بن منیر الحلبی، المتوفی سنة ۷۳۵ هـ.
- شواهد التوضیح والتصحیح لمشکلات الجامع الصحیح، لمحمد بن عبدالله بن مالک، المتوفی سنة ۶۷۲ هـ.
- العقد الجلی فی حل إشکال الجامع الصحیح للبخاری، تألیف: أحمد بن أحمد الکردی، المتوفی سنة ۷۶۳ هـ.
- التنقیح فی شرح الجامع الصحیح، تألیف: محمد بن بهادر الزرکشی، المتوفی سنة ۷۹۴ هـ.
- الراموز علی صحیح البخاری، تألیف: علی بن محمد الیونینی، المتوفی سنة ۷۰۱ هـ.
- التوضیح لشرح الجامع الصحیح، تألیف: عمر بن علی بن الملقن، المتوفی سنة ۸۰۵ هـ.
- الإفهام شرح صحیح البخاری، تألیف: جلال الدین البلقینی، المتوفی سنة ۸۲۴ هـ.
- الکوکب الساری فی شرح صحیح البخاری، تألیف: محمد بن أحمد بن موسی الکفیری، المتوفی سنة ۸۴۶ هـ.
- مصابیح الجامع الصحیح، تألیف: محمد بن أبی بکر الدمامینی، المتوفی سنة ۸۲۷ هـ.
- تیسیر منهل القاری فی تفسیر مشکل البخاری، تألیف: محمد بن محمد بن محمد بن موسی الشافعی الحنبلی، المتوفی سنة ۸۴۶ هـ.
- اللامع الصبیح علی الجامع الصحیح، تألیف: محمد بن عبد الدائم بن موسی البِرْماوی، المتوفی سنة ۸۳۱ هـ.
- الکوکب الساری، تألیف: علی بن الحسین بن عروة المشرفی الموصلی الحنبلی، المتوفی سنة ۸۳۷ هـ.
- التلقیح لفهم قارئ الصحیح، تألیف: برهان الدین بن محمد بن خلیل الحلبی سبط ابن العجمی، المتوفی سنة ۸۴۱ هـ.
- المتجر الربیح علی الجامع الصحیح، تألیف: محمد بن أحمد بن محمد مرزوق الحفید، المتوفی سنة ۸۴۲ هـ.
- فتح الباری بشرح صحیح البخاری، تألیف: ابن حجر العسقلانی، المتوفی سنة ۸۵۲ هـ، وهو أشهر تلک الشروح.
- عمدة القاری، تألیف: محمود بن أحمد بن موسی العینی، المتوفی سنة ۸۵۵ هـ.
- تعلیق علی البخاری، تألیف: محمد بن محمد بن علی النویری، المتوفی سنة ۸۵۷ هـ.
- شرح القاضی أبو بکر بن العربی، المتوفی سنة ۵۴۳ هـ.
- الکوثر الجاری إلی ریاض البخاری، تألیف: أحمد بن إسماعیل بن عثمان الکورانی، المتوفی سنة ۸۵۷ هـ.
- النجاح فی شرح کتاب أخبار الصحاح، تألیف: نجم الدین أبی حفص عمر بن محمد النسفی الحنفی، المتوفی سنة ۵۳۷ هـ.
- شرح الحافظ مغلطای بن قلیج الترکی المصری الحنفی، المتوفی سنة ۷۹۲ هـ.
- شرح الإمام ناصر الدین علی بن محمد بن المنیّر الإسکندرانی، وهو شرح کبیر فی نحو عشر مجلدات.
- شرح القاضی مجد الدین إسماعیل بن إبراهیم البلبیسی، المتوفی سنة ۸۱۰ هـ.
- شرح الشیخ شهاب الدین أحمد بن رسلان المقدسی الرملی الشافعی، المتوفی سنة ۸۴۴ هـ.
- شرح الشیخ أبی البقاء محمد بن علی بن خلف الأحمدی المصری الشافعی، وهو شرح کبیر کان ابتداء تألیفه ۹۰۹ هـ.
- التوشیح شرح الجامع الصحیح، تألیف: جلال الدین السیوطی، المتوفی سنة ۹۱۱ هـ.
- شرح الشیخ زین الدین عبد الرحیم بن عبد الرحمن بن أحمد العباسی، المتوفی سنة ۹۶۳ هـ.
- ترجمان التراجم، تألیف: أبی عبدالله عمر بن رُشَیْد الفهری، المتوفی سنة ۷۲۱ هـ.
- إرشاد الساری شرح صحیح البخاری، تألیف: شهاب الدین أحمد بن محمد الخطیب القسطلانی، المتوفی سنة ۹۲۳ هـ.
- شرح غریبَهُ، تألیف: أبی الحسن محمد بن أحمد الجیانی النحوی، المتوفی سنة ۵۴۰ هـ.
- شرح قوام السنة، تألیف: أبی القاسم إسماعیل بن محمد الأصبهانی، المتوفی سنة ۵۳۵ هـ.
- الفیض الجاری لشرح صحیح البخاری، تألیف: إسماعیل بن محمد بن عبد الهادی، المتوفی سنة ۱۱۶۲ هـ.
- النور الساری من فیض البخاری، تألیف: حسن العِدْوِیّ الحمزاوی المالکی، المتوفی سنة ۱۳۰۳ هـ.
- فیض الباری علی صحیح البخاری، تألیف: محمد أنور شاه الکشمیری.
- الکواکب الدراری، تألیف: شمس الدین محمد بن علی بن محمد بن سعید الکِرمانی.
- منح الباری بالسیح الفسیح المجاری فی شرح البخاری، تألیف: مجد الدین الشیرازی، صاحب «القاموس المحیط».

## اختصارات
تعدادی از علما با حذف سند و انتساب مستقیم حدیث به صحابه یا حذف احادیث مکرر در باب کتاب را کوتاه کردند که از جمله این اختصارات عبارتند از:
- التجرید الصریح لأحادیث الجامع الصحیح للإمام الزبیدی[۲۵]
- مختصر صحیح البخاری للشیخ الألبانی.[۲۶]
- مختصر صحیح البخاری للدکتور سعد الشثری.[۲۷]
- جمع النهایة فی بدء الخیر والغایة لابن أبی جمرة الأزدی.[۲۸]
- الألف المختارة من صحیح البخاری لعبد السلام هارون.[۲۹]
- جواهر البخاری لمصطفی محمد عمارة.
- صفوة صحیح البخاری لعبد الجلیل عیسی أبو النصر.[۳۰]
- زبدة البخاری لعمر ضیاء الدین.[۳۱]
- الْمُخْتَصَرُ النَّصِیحُ فِی تَهْذِیبِ الْکِتَابِ الْجَامِعِ الْصَّحِیحِ لابن أبی صفرة.[۳۲]
- لبانة القاری من صحیح الإمام البخاری للشیخ محمد بن محمد بن عبدالله الموقت المراکشی المالکی.[۳۳]

## نسخه‌های خطی
مانجانا مستشرق در سال ۱۹۳۶ در کمبریج گفت که قدیمی‌ترین نسخه خطی که تا آن زمان به آن دست یافته‌است در سال ۹۸۴ میلادی/۳۷۰ هجری قمری نوشته شده‌است، بنا به روایت میروازی از الفربری کهن‌ترین نسخه خطی کامل که چاپ ایسام از 1155/550 هجری قمری است. همان‌طور که در مطالعات حدیثی معمول است، بخاری صحیح خود را برای تعداد زیادی از شاگردانش می‌خواند که نه تنها به آن گوش می‌دادند، بلکه کلمه به کلمه از او حفظ می‌کردند و به‌طور کامل آن را کپی می‌کردند. سپس دانش‌آموزان نسخه‌های خود را با نسخه شخصی بخاری بررسی می‌کردند و تنها زمانی اجازه انتقال و تدریس را دریافت می‌کردند که خود بخاری از توانایی آنها در انجام این کار راضی بود. به این ترتیب سند (سلسله روایت) قابل ردیابی خواهد بود و همچنین مسیرهای متعددی برای بازگشت به معلم خواهد داشت.

## ترجمه‌ها
در سال ۲۰۱۹، مرکز ترجمه مجازی عربی در نیویورک، اولین ترجمه کامل انگلیسی صحیح البخاری را با سناد و تفسیر کامل ترجمه و منتشر کرد. این اثر با عنوان دایرةالمعارف صحیح البخاری شامل یادداشت‌های توضیحی، واژه‌نامه هر اصطلاح و زندگی‌نامه همه شخصیت‌ها است.
صحیح البخاری در اصل توسط محمد تقی الدین هلالی و محمد محسن خان با عنوان «ترجمه معانی صحیح البخاری عربی انگلیسی» (۱۹۷۱) در ۹ جلد به انگلیسی ترجمه شده‌است. [نیازمند منبع] متن مورد استفاده برای این اثر فتح الباری است که توسط مطبوعات مصر مصطفی البابی الحلبی در سال ۱۹۵۹ منتشر شده‌است. [توضیحات لازم] توسط انتشارات السعداوی و دارالسلام منتشر شده‌است. در فهرست USC - MSA فهرست متون مسلمان گنجانده شده‌است. تعداد زیادی از احادیث منتخب از آن توسط محمد علی و توماس کلیری ترجمه شده‌است.
این کتاب همچنین به زبان‌های متعددی از جمله اردو، بنگالی، بوسنیایی، تامیل، مالایالام، آلبانیایی، مالایی، هندی و غیره موجود است.

### ترجمه فارسی
صحیح البخاری برای اولین بار توسط عبدالعلی نوراحراری به زبان فارسی ترجمه شده که توسط انتشارات شیخ السلام احمد جام به زیر طبع رفته با مشخصات ذیل:
مؤلف: محمدبن‌اسماعیل بخاری ناشر: شیخ الاسلام احمد جامم ترجم: عبدالعلی نوراحراری زبان: فارسی/عربی رده‌بندی دیویی: ۲۹۷٫۲۱۱ سال چاپ: ۱۳۹۲نوبت چاپ: ۲تیراژ: ۲۰۰۰ نسخه تعدا جلد ۷ قطع و نوع جلد: وزیری (گالینگور) شابک: ۹۷۸۹۶۴۲۴۷۰۱۸۱